# Guayas (prowincja)
Prowincja Guayas – jedna z 24 prowincji w Ekwadorze. Guayas położone jest w środkowo-zachodniej części państwa, bezpośrednio nad Oceanem Spokojnym, graniczy od północy z prowincją Manabí, od wschodu z prowincjami Los Ríos, Bolívar, Chimborazo, Cañar i Azuay, natomiast od południa z prowincją El Oro.
Prowincja Guayas jest najludniejszą prowincją w całym Ekwadorze i liczy ponad 3,3 mln mieszkańców. Stolica prowincji Guayaquil jest największym miastem w Ekwadorze.
Prowincja podzielona jest na 25 kantonów:
1. Alfredo Baquerizo Moreno (Juján)
2. Balao
3. Balzar
4. Colimes
5. Coronel Marcelino Maridueña
6. Daule
7. Durán
8. El Empalme
9. El Triunfo
10. General Antonio Elizalde (Bucay)
11. Guayaquil
12. Isidro Ayora
13. Lomas de Sargentillo
14. Milagro
15. Naranjal
16. Naranjito
17. Nobol
18. Palestina
19. Pedro Carbo
20. Playas
21. Salitre (Urbina Jado)
22. Samborondón
23. Santa Lucía
24. Simón Bolívar
25. Yaguachi (San Jacinto de Yaguachi)